# Necydalini
Tribu
Les Necydalini (Latreille, 1825) constituent une tribu de coléoptères cérambycidés appartenant à la sous-famille des lepturiens.

## Morphologie

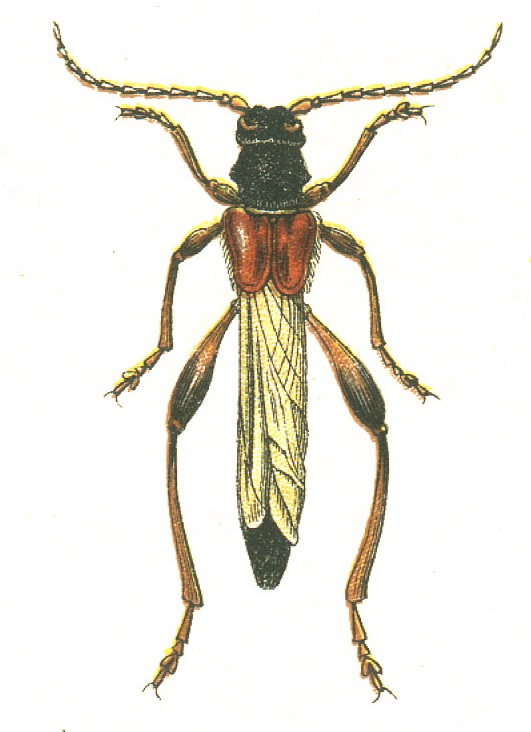
Necydalis major (Linné, 1758).

Les Necydalini sont caractérisés par un corps extrêmement allongé  et des élytres plus ou moins raccourcis. Ces caractéristiques sont aussi présentes dans d'autres tribus de Cérambycidés (Molorchini, Psebiini, Hesthesini), et elles sont en général communes à beaucoup d'autres coléoptères à élytres raccourcis (Staphylinidae). Il est donc probable que certains représentants des Necydalinae appartiennent en réalité à d'autres tribus et ou même sous-familles.

Les genres plus primitifs (Stenorhopalus, Hephaestion), caractérisés par des élytres  presque complets, ne sont pas très différents de certains Rhagiini (Stenocorus), tandis que les genres les plus évolués (Necydalis, Callisphyris, Ulochaetes) ont des élytres très courts et des ailes pigmentées. Ces dernières sont très semblables aux hyménoptères ichneumonides, fait qui a suggéré la présence du mimétisme Batesian.

## Biologie
Les larves des Necydalini attaquent du bois mort ou marcescent de plusieurs arbres à feuilles.

Lors d'observations effectuées sur les Necydalis de la Russie, la larve excave la chambre nymphale au-dessous de l'écorce mais, à la différence de tous les autres cérambycidés, elle se dispose avec l'abdomen (au lieu de la tête) vers la sortie. L'adulte, après l'éclosion, doit donc se retourner à l'intérieur de la chambre pour pouvoir sortir.

Les adultes des Necydalini sont diurnes, mais ils ne sont attirés qu'exceptionnellement par les fleurs. On peut les trouver sur les souches des arbres ou au vol, parfois en plein soleil.

## Distribution
Les Necydalini se répartissent avec plus d'une centaine d'espèces dans une aire qui va du sud de Amérique méridionale (où sont présents la plupart des genres), traversent l'Amérique du Nord occidentale jusqu'à rejoindre l'Asie. Seulement deux espèces sont présentes (bien que rares) en Europe,.

## Liste des genres
- Atelopteryx Lacordaire, 1869
- Callisphyris Newman, 1840
- Cauarana Lane, 1974
- Hephaestioides Zajciw, 1961
- Hephaestion Newman, 1840
- Mendesina Lane, 1974
- Necydalis Linné, 1758
- Parahephaestion Melzer, 1930
- Planopus Bosq, 1953
- Platynocera Blanchard in Gay, 1851
- Psebena Gahan in Shelford, 1902
- Rhathymoscelis Thomson, 1860
- Ulochaetes LeConte, 1854